# Dan Deublein
Dan Deublein (Show Low (Arizona), 22 november 1972), geboren als Daniel Scott Deublein was een Amerikaans acteur.

## Biografie
Deublein heeft gestudeerd aan de universiteit van Arizona in Tucson en is afgestudeerd in theater. Hij begon zijn acteercarrière in het theater en in lokale televisiecommercials. Hij verhuisde naar Los Angeles om zich te concentreren op het acteren. 
Deublein begon in 1993 met acteren voor televisie in de film Love, Honor & Obey: The Last Mafia Marriage. Hierna heeft hij nog enkele rollen gespeeld tot en met 2005, hierin verliet hij het acteren om zich te gaan richten op het studeren van geneeskunde in Des Moines (Iowa).

## Filmografie

### Films
- 2002 When Sunday Comes – als Mark C.
- 1999 The Rain in Spain – als ??
- 1993 Love, Honor & Obey: The Last Mafia Marriage – als portier

### Televisieseries
- 2005 CSI: Miami – als Jeffery Molloy – 1 afl.
- 2004 The West Wing – als Dr. McKinley – 1 afl.
- 2001 Arrest & Trial – als John Sikes – 1 afl.
- 2000 General Hospital – als kapitein Wilkes – 1 afl.
- 2000 Beverly Hills, 90210 – als Ben Swift – 1 afl.
- 1999 Port Charles – als Scott – 1 afl.